# Marcello Bonini Olas
Marcello Bonini Olas (* 1. Januar 1917 in Rimini; † 13. Januar 2007 in Rom) war ein italienischer Theaterleiter und Schauspieler.

## Leben
Bonini Olas studierte Schauspiel an der „Accademia dell'Arte Drammatica“ bei Nera Grossi Carini und gab sein Bühnendebüt an der Seite von Nino Besozzi. In den 1960er und 1970er Jahren leitete er die „Compagnia La Plautina di Roma“, die auf klassische Stücke spezialisiert war und Werke vom namensgebenden Plautus, von Niccolò Machiavelli, Luigi Pirandello und Georges Feydeau auf die Bühne brachte. Daneben war er als Darsteller und Rezitator in ganz Europa unterwegs.
Gelegentlich nahm Bonini Olas Film- und Fernsehangebote war; so war er im Kino erstmals 1947 in Caterina di Siena zu sehen; insgesamt spielte er rund vierzigmal für den Film. Seine Fernseharbeit umfasst Originalstoffe ebenso wie Inszenierungen bekannter Stücke. Immer spielte er Charakterrollen.

## Filmografie (Auswahl)
- 1947: Caterina di Siena
- 1967: Django – sein letzter Gruß (La vendetta è il mio perdono)
- 1981: Gefährliche Zeugen (Cappotto di legno)
- 1984: Der dicke König Dagobert (Le Bon roi Dagobert)